# Serapio Bwemi Magambo
Serapio Bwemi Magambo (* 8. Mai 1928 in Kyaka; † 8. Februar 1995) war ein ugandischer römisch-katholischer Geistlicher und Bischof von Fort Portal.

## Leben
Serapio Bwemi Magambo empfing am 15. Dezember 1957 das Sakrament der Priesterweihe.
Am 26. Juni 1969 ernannte ihn Papst Paul VI. zum Titularbischof von Muzuca in Proconsulari und zum Weihbischof in Fort Portal. Papst Paul VI. spendete ihm am 1. August desselben Jahres in Kampala die Bischofsweihe; Mitkonsekratoren waren der Sekretär der Kongregation für die Evangelisierung der Völker, Kurienerzbischof Sergio Pignedoli, und der Erzbischof von Kampala, Emmanuel Kiwanuka Nsubuga.
Papst Paul VI. bestellte ihn am 16. November 1972 zum Bischof von Fort Portal. Am 17. Juni 1991 nahm Papst Johannes Paul II. das vorzeitige Rücktrittsgesuch von Magambo an.